# Parafia Świętego Krzyża w Radomiu
Parafia Świętego Krzyża w Radomiu – rzymskokatolicka parafia w Radomiu. Parafia należy do dekanatu Radom-Południe w diecezji radomskiej. 

## Historia parafii[1]
Parafia pw. Świętego Krzyża została erygowana 6 lipca 1997 przez bp. Edwarda Materskiego z wydzielonego terenu parafii pw. Opatrzności Bożej. W Wielki Czwartek 1997 postawiono na placu przy ul. Długiej drewniany krzyż. Następnego dnia miał go poświęcić bp Edward Materski. W nocy jednak krzyż ścięto. Ustawiony na nowo został poświęcony w Wielki Piątek 28 marca 1997. Wydarzenie to stało się motywem nadania tworzącej się parafii tytułu Świętego Krzyża. Początkowo przy tym krzyżu sprawowano msze św. Staraniem ks. Dariusza Karaska w lipcu 1997 zbudowano tymczasowy drewniany kościół. Został on poświęcony przez bp. Edwarda Materskiego 13 września 1997. 19 grudnia 2004 bp Zygmunt Zimowski poświęcił plac pod budowę nowej świątyni. Od 17 października 2010, staraniem ks. Piotra Szymańskiego, rozpoczęła się budowa kościoła wg projektu arch. Mariusza Rodaka.

## Terytorium
Do parafii należą wierni z Radomia mieszkający przy ulicach:Bulwarowa, Długa, Genewska, Grunwaldzka, Halinowska, Hipoteczna, Kielecka, Kolorowa, Lazurowa, Maratońska, Nizinna, Nobla, Olimpijska, Peryferyjna, Poselska, Senatorska, Siarczyńskiego, Skrajna, Spokojna, Srebrna, Wstępna, Zdrojowa, Żywockiego.

## Proboszczowie
- 1997–2010 – ks. Dariusz Karasek
- od 2010 – ks. Piotr Adam Szymański